# 白浜海水浴場 (佐世保市)

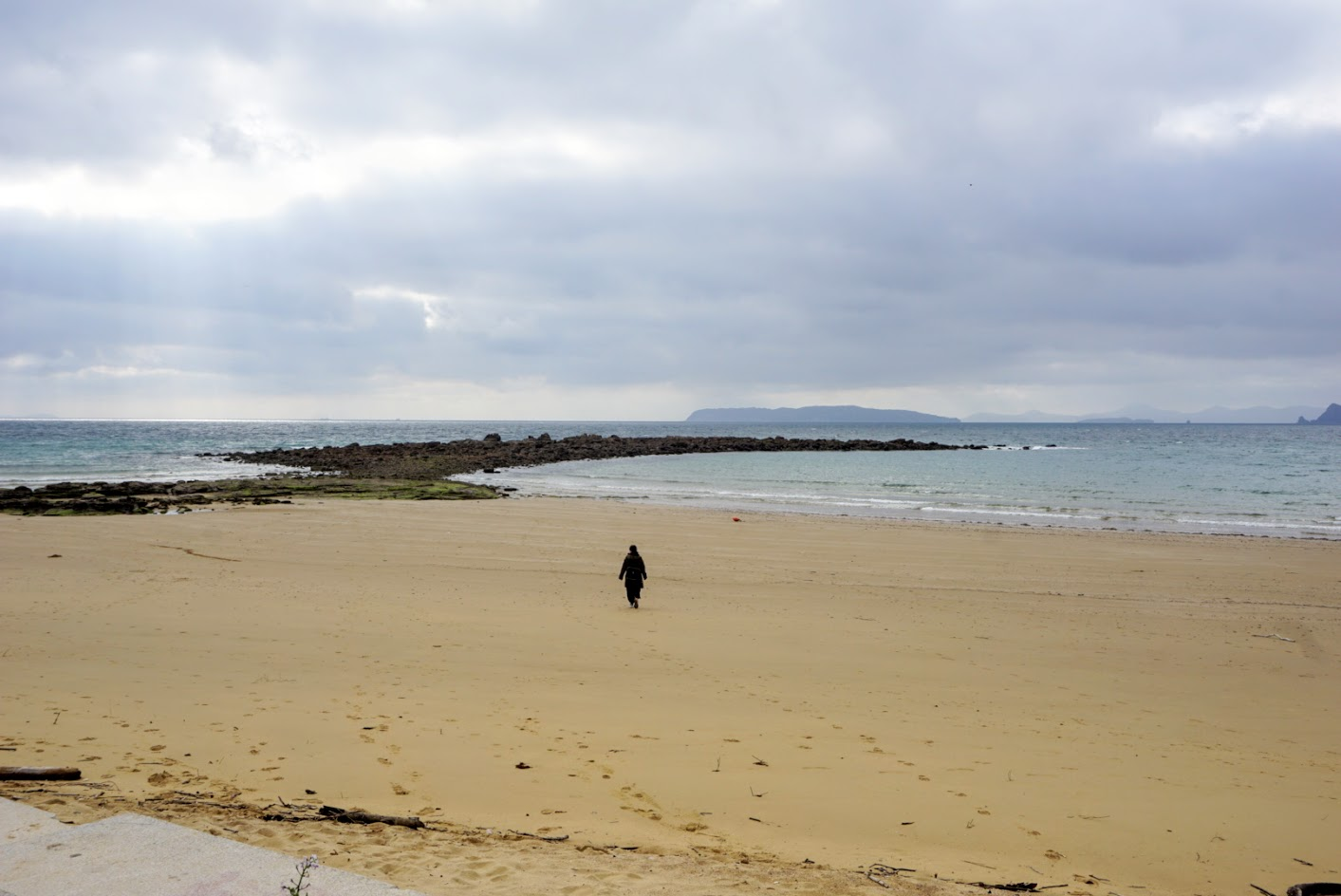
佐世保市にある白浜海水浴場。

白浜海水浴場（しらはまかいすいよくじょう）は、長崎県佐世保市俵ヶ浦町にある海水浴場。俵ヶ浦半島の先端部の外海側、西海国立公園の区域内に位置する。2006年に環境省による快水浴場百選に選定されている。

## 特徴
- 白砂青松の美しい砂浜。
- キャンプ場が隣接している。
- 日没の時間帯には眼前の九十九島の島並みに沈む夕陽を鑑賞できる。

## 海開き・水質

### 海開き
- 期間 7月第二土曜日～8月20日

### 水質
- 水浴場水質判定基準：水質AA（2008年度・開設前時点）[1]

## アクセス
- 西肥バス（させぼバスが運行） - 佐世保駅前より約50分、「俵が浦郵便局前」バス停下車、徒歩15分。
  - 夏休み期間中には海水浴場まで直通の臨時バスが運行される。終点「白浜」下車すぐ。
- 西九州自動車道佐世保みなとインターチェンジより車で約30分。駐車場有。

## 周辺
- 展海峰
- 花の森公園
- 佐世保市役所九十九連絡所・九十九地区公民館
- 佐世保市立野崎中学校
- 佐世保市立俵浦小学校